# Pierre Michel (Radsportler)
Pierre Jean Julien Michel (* 16. November 1929 in Mestry; † 10. November 2023 in Caen) war ein französischer Radrennfahrer und nationaler Meister im Radsport.

## Sportliche Laufbahn
Michel war im Bahnradsport und im Straßenradsport aktiv. 1948 begann er mit dem Radsport. Er war Teilnehmer der Olympischen Sommerspiele 1952 in Helsinki. In der Mannschaftsverfolgung wurde Frankreich mit Henri Andrieux, Pierre Michel, Jean-Marie Joubert und Claude Brugerolles Vierter. 
1950 siegte er im Eintagesrennen Paris–Ézy. Bei den Straßenradsport-Weltmeisterschaften kam er als bester Franzose auf den 6. Platz. 1952 war er bei Paris–Fontenailles und im Grand Prix de l’Équipe et du CV 19e erfolgreich. 
Im September 1952 wurde er Berufsfahrer und blieb bis 1957 als Radprofi aktiv. 1953 gewann er den Grand Prix de l’Echo d'Alger. In der Tour d’Europe 1954 gewann er eine Etappe. 1956 war er im Rennen Côte Normande erfolgreich. 1954 wurde er bei Paris–Tours Dritter.
Mit dem Radrennfahrer Pierre Michel (* 1931) ist er nicht verwandt.